# Cheilochanus
Cheilochanus es un género de foraminífero bentónico de la familia Cheilochanidae, de la superfamilia Bolivinoidea, del suborden Buliminina y del orden Buliminida. Su especie tipo es Cheilochanus minutus. Su rango cronoestratigráfico abarca el Holoceno.

## Discusión
Clasificaciones previas incluían Cheilochanus en el suborden Rotaliina del orden Rotaliida.

## Clasificación
Cheilochanus incluye a las siguientes especies:
- Cheilochanus canaliculatus
- Cheilochanus eocaenicus
- Cheilochanus fimbriatus
- Cheilochanus gibberus
- Cheilochanus minutus